# 3835 Короленко
3835 Короленко (енгл. 3835 Korolenko) је астероид главног астероидног појаса чија средња удаљеност од Сунца износи 2,673 астрономских јединица (АЈ).
Апсолутна магнитуда астероида је 12,3.